# 유빅

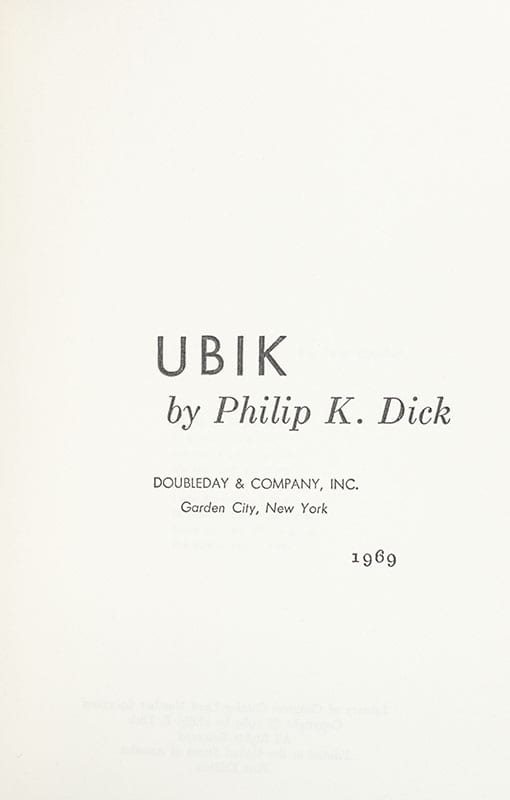

유빅은 미국의 SF소설가 필립 K. 딕의 장편소설 작품이다. 암울한 디스토피아적 미래를 생생하게 그려낸 이 소설은 타임이 선정한 100대 소설에 오르기도 했다.

## 줄거리
초능력에 의한 사생활 침해를 막는 회사에서 달로 파견한 열두 명의 직원과 회사의 대표가 의문의 폭발 사고를 당한다. 그 폭발 이후 모든 것이 불분명해지는데…